# Не Вин
Не Вин (Ne Win; 14. или 24. мај 1911. или 10. јул 1910 — 2. децембар 2002) је био дугогодишњи војни и политички вођа Бурме. Био је оснивач програма Бурманског пута у социјализам.

## Биографија
Тачан датум Не Виновог рођења је непознат, због чега се јавља неколико датума у 1911. и један у 1910. години. Међутим, држи се да је датум рођења 1910. најверодостојнији и тачан. Рођен је у Понгдејлу у образованој поридици из средње класе. Од 1929. године, две је године студирао биологију на Рангунском универзитету, након чега је избачен јер је пао испит. Убрзо је постао члан бурманске националистичке организације Добама Асјајоне („Ми Бурманци“). Године 1941, постао је члан социјалистичке фракције унутар организације.
Током Другог светског рата, био је члан Бурманске армије за независност (БНА) која се на страни Јапана борила против британске колонијлане власти. До краја рата, постао је командант у Бурманској народној армији (наследница БНА). Како се ближио крај рата, БНА је покренула борбу против Јапанаца, а Не Вин је успоставио везе са Британцима.
После рата је учествовао у гушењу комунистичких устанака по Бурми, све до 1948. године. Дана 14. јануара 1948. године, Бурма је добила независност од Велике Британије. Дана 31. јануара 1949. године, премијер У Ну поставио је Не Вина за врховног заповедника бурманске војске. Не Вин је реорганизовао и учврстио структуре војске. Године 1958, У Ну је предао Не Вину функције премијера, како би вратио ред у државу. Не Вин је након тога, 1960, вратио власт У Нуу.
Године 1962, Не Вин је извршио државни удар, свргнувши У Нуа с власти. Не Вин је постао вођа Револуционарног већа и нови премијер. Не Вин је своју владавину темљио на елементима национализма, марксизма и будизма. Овај програм назвао је Бурманским путом у социјализам. Био је оснивач Бурманске партије социјалистичког програма, која је била владајућа партија и чији је он био председник од 4. јула 1962. до 23. јула 1988. године. Између 1962. и 1965, били су усвојени закони против велепоседника. Године 1965, влада је покренула кампању масовног описмењавања.
Дана 2. марта 1974, Не Вин је укинуо Револуционарно веће и променио име земље у Социјалистичка Република Бурманске Уније. Био је изабран за председника, а генерал Сејн Вин за премијера државе. Дана 9. септембра 1978, Не Вин је дао оставку на место председника, али је и даље остао председник партије и водећа личност у политици Бурме до 1988. године.
Студентски протести од марта 1988, до августа су прерасли су у опште демонстрације против Не Винове власти. Под притиском опозиције, Не Вин је дао оставку на место председника партије 23. јула 1988. године. Дана 18. септембра, војска је под заповедништвом генерала Сава Монга угушила је протесте и на власт је дошла војна хунта. Не Вин је у наредних десет година успео да задржи одређени утицај унутар хунте.
Дана 4. марта 2002, Не Винов шурјак, Аје Зав Вин безуспешно је покушао да сруши хунту с власти. Не Вин и његова кћи су после тога били смештени у кућни притвор.
Не Вин умро је у кућном притвору у својој кући близу Јангона, у 91. годни живота. Мјанмарски медији нису објавили његову смрт. Његова кћи просула је његов пепео по реци Хлаинг.